# József Eötvös

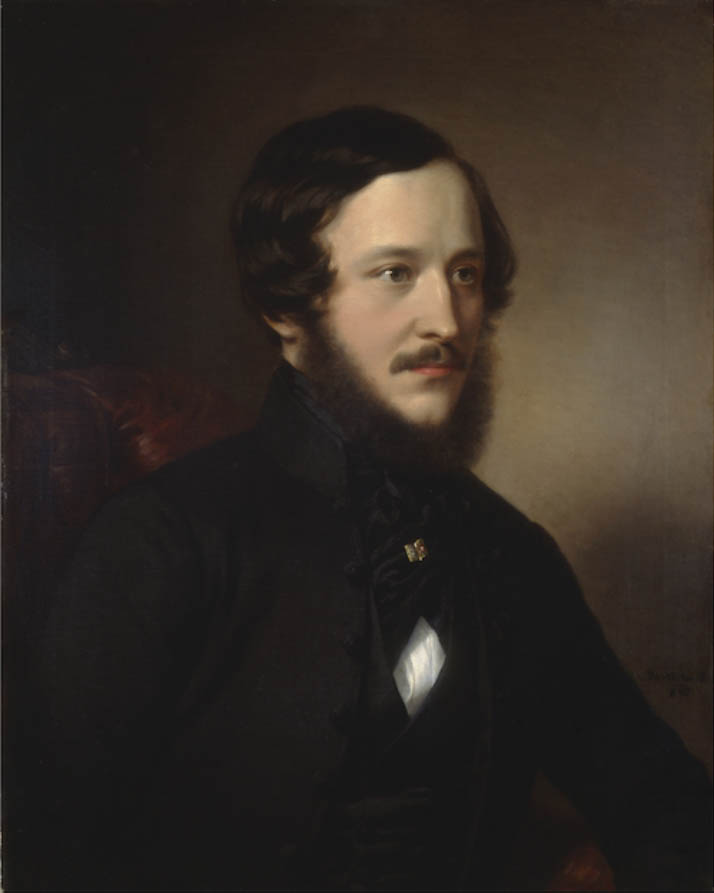
József Eötvös

József Eötvös (ur. 3 września 1813, zm. 2 lutego 1871) – węgierski pisarz i polityk.

## Życiorys
Pochodził z arystokratycznej rodziny, miał poglądy odmienne od prohabsburskiego ojca. Był politykiem z obozu centralistów twierdzących, że najważniejsze powinno być unowocześnienie państwa. Od 1848 r. dwukrotnie sprawował urząd ministra wyznań i oświecenia publicznego na Węgrzech.
W 1845 r. ukazał się jego utwór Naczelnik gminy (w Polsce wydane jako Notariusz) – powieść współczesna ukazująca szereg postaci usposabiających różnorodne wady miejscowych elit. Pod wpływem wypadków w Galicji z 1846 r. Eötvös napisał powieść historyczną zatytułowaną Węgry w 1514 r. (odwołanie do powstania chłopskiego z 1514 r. pod wodzą György’a Dózsy). Powieść ta doskonale ukazuje stosunek autora do rewolucji – jest to ślepa, destrukcyjna siła niebędąca odpowiednią metodą rozwiązywania problemów.